# Люляково (област Добрич)
Вижте пояснителната страница за други значения на Люляково.
Люляково е село в Североизточна България. То се намира в община Генерал-Тошево, област Добрич.

## География
Село Люляково се намира на 5 км от Генерал Тошево на пътя за град Каварна.

## История
Според поверието преди много години на мястото на селото две турски сватби се срещат и се избиват един друг поради лошата поличба, която носи срещата между две булки. На мястото на тази ужасна сцена са поникнали люлякови дръвчета и са образувала една красива люлякова местност. Именно оттук произлиза и името на това хубаво малко селце. До 90 – те години в селото се е намирала една от най-големите овощни градини в Община Генерал Тошево, а така също и голям кравекомплекс, където са работили жителите на селото. В селото е имало и училище, което е функционирало до 2004 г. Селото е едно от големите в общината, като броя на жителите му надхвърля 750 души. Землището на с. Люляково е 17 379, 668 дка. Старото име на селото е Карабак.
Източно от селото, в местността „Юртлука“ има следи от трако-римско селище. Северно от него са открити останки от средновековно българско селище (IX-X век). Най-ранни сведения за Люляково се намират в писмен документ от 1526 – 1527 г. В списъка на тимарите на заими и спахии, под номер 101 е записано мезрата Кара баку куюсу, от която се очаква 684 акчета (сребърни монети). Името на селото се открива и в списъците на джелепкешаните. Там е записано като Кара Бакълар. През 1873 година е включено в Хаджиоглу-Пазарджишка (Добричка) околия с името Кара Баки. Това име на селото просъществува около четири века. С указ 462/обн.21.12.1906 г. това име е сменено с Лиляково. Тогава то спада към Спасовска община с 22 селища. Името Лиляково е коригирано на Люляково през 1966 г.
Както в повечето села в Добруджа, така и тук основен поминък за населението е земеделието и животновъдство. В селото работи кооперация, която отглежда 6600 дка чернозем в землищата на Люляково, Писарово и Преселенци. Значителен брой от жителите отглеждат овошки, както и пчелни кошери. Има хлебопекарна, в която се пече ръчно направен хляб. В днешно време освен българи в селото живеят руски, френски и английски семейства. Има и тенденция за миграция на жители от град Варна към селото.

## Население
Преброяване на населението през 2011 г.
Численост и дял на етническите групи според преброяването на населението през 2011 г.:
|                     | Численост | Дял (в %) |
| Общо                | 526       | 100,00    |
| Българи             | 251       | 47,71     |
| Турци               | 53        | 10,07     |
| Цигани              | 109       | 20,72     |
| Други               | 19        | 3,61      |
| Не се самоопределят | 0         | 0,00      |
| Неотговорили        | 94        | 17,87     |

## Религии
Християни и мюсюлмани.
През 2000 година жителите на селото правят първа копка на храм „Св. св. Апостоли Петър и Павел“. С помощта на благодетели и общинското ръководство храма се доизгражда, като предстои изписването и поставянето на камбана. Църквата отваря врати на празника си, Петровден.

## Обществени институции
- Кметство с. Люляково
- Читалището в селото носи името „Йордан Йовков – 1943“. Освен богатия книжен фонд, към него функционира самодеен състав, който се представя редовно на местни и национални фолклорни събори и мероприятия. Активна дейност развива и Клуб на пенсионера с. Люляково. Към него също има самодееен състав, който се гордее с призовите места, завоювани през годините на фолклорни фестивали в София и Варна.
- До 2000 година в селото има основно училище „Христо Ботев“. То е построено преди 1940 г. и носи духа на румънската архитектура по тези земи. Сградата на училището в днешно време е унищожена.

## Редовни събития
Съборът на селото се провежда всяка година на 6 май – Гергъовден.

## Спорт
Мъжкият футболен тим „Дружба“ има добре поддържан стадион.